# Septaglomospiranella
Septaglomospiranella es un género de foraminífero bentónico considerado un sinónimo posterior de Septabrunsiina de la subfamilia Septabrunsiininae, de la familia Tournayellidae, de la superfamilia Tournayelloidea, del suborden Fusulinina y del orden Fusulinida. Su especie tipo era Endothyra primaeva. Su rango cronoestratigráfico abarca el Tournaisiense (Carbonífero inferior).

## Discusión
Algunas clasificaciones más recientes incluyen Septaglomospiranella en la familia Septabrunsiinidae, de la superfamilia Lituotubelloidea, del suborden Tournayellina, del orden Tournayellida, de la subclase Fusulinana y de la clase Fusulinata.

## Clasificación
Se han descrito numerosas especies de Septaglomospiranella. Entre las especies más interesantes o más conocidas destacaban:
- Septaglomospiranella crassa †
- Septaglomospiranella nana †
- Septaglomospiranella primaeva, considerado sinónimo posterior de Septabrunsiina educta
- Septaglomospiranella romanica †

Un listado completo de las especies descritas en el género Septaglomospiranella puede verse en el siguiente anexo.
En Septaglomospiranella se han considerado los siguientes subgéneros:
- Septaglomospiranella (Neoseptaglomospiranella), también considerado como género Neoseptaglomospiranella
- Septaglomospiranella (Rectoseptaglomospiranella), aceptado como género Rectoseptaglomospiranella